# Aristomache

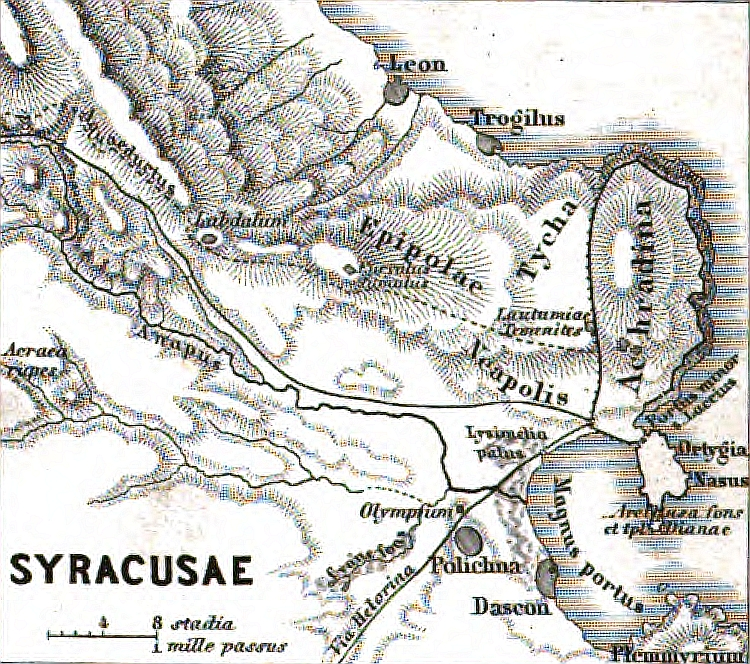
Syrakus in der Antike mit der vorgelagerten Insel Ortygia

Aristomache (altgriechisch Ἀριστομάχη Aristomáchē; † 353 v. Chr.) war eine der Ehefrauen des Tyrannen Dionysios I. von Syrakus und Mutter der Tyrannen Hipparinos und Nysaios von Syrakus.
Aristomache war eine der Töchter des Hipparinos, eines vornehmen und angesehenen Syrakusaners, der ein Gefährte und Vertrauter des Tyrannen Dionysios war. Sie war eine ältere Schwester Dions, der zu den prominenten Persönlichkeiten am Tyrannenhof zählte. Als Hipparinos starb, waren seine Kinder noch unmündig; der Tyrann übernahm die Vormundschaft.
Dionysios I. schloss eine – damals bei den Griechen unübliche – Doppelehe: Er heiratete zugleich Aristomache und Doris, die aus einer vornehmen Familie von Lokroi in Kalabrien stammte. Dies geschah nach der Darstellung des Geschichtsschreibers Diodor im Jahr 398, noch vor dem Beginn von Dionysios’ zweitem Krieg gegen die Karthager. In der neueren Forschung wird jedoch teils eine spätere Datierung – 393 – favorisiert. Unklar ist, ob es sich um eine Doppelhochzeit am selben Tag handelt oder ob zuerst Doris und wenige Tage, Wochen oder Monate später Aristomache geheiratet wurde. Doris gebar bald einen Sohn, während Aristomache längere Zeit kinderlos blieb. Plutarch berichtet, Dionysios habe die beiden Frauen gleich behandelt und ihnen den gleichen Rang zugewiesen. Aristomache soll die „hervorragendste“ Braut von Syrakus gewesen sein.
Aus der Ehe von Aristomache und Dionysios gingen vier Kinder hervor: eine Tochter namens Arete, die ihren Onkel Dion heiratete, eine weitere Tochter namens Sophrosyne und zwei Söhne, Hipparinos und Nysaios. Mit Doris hatte Dionysios einen Sohn, Dionysios II., der nach dem Tod seines Vaters (367 v. Chr.) dessen alleiniger Nachfolger wurde, nachdem ein Versuch Dions, seinen Neffen Hipparinos und Nysaios eine Beteiligung an der Macht zu verschaffen, missglückt war. Dionysios I. hatte seinen Sohn Dionysios II. mit dessen Halbschwester Sophrosyne, der Tochter Aristomaches, verheiratet und so die beiden Zweige seiner Nachkommenschaft miteinander verbunden.
Im Jahr 366 v. Chr. unterlag Dion im Machtkampf am Hof gegen eine Gegenpartei, deren Anführer Philistos war; er wurde verbannt und begab sich ins Exil nach Griechenland, während Aristomache und Arete in Syrakus zurückblieben. Zunächst tastete Dionysios das große Vermögen Dions nicht an, und beide Seiten ließen die Möglichkeit einer Versöhnung offen, doch 361 v. Chr. kam es zum endgültigen Bruch; Dionysios konfiszierte Dions Vermögen und befahl seiner Halbschwester Arete, Dions Gattin, ihre Ehe aufzulösen und einen seiner Günstlinge, einen hohen Offizier namens Timokrates zu heiraten.
357 v. Chr. kehrte Dion mit einer relativ kleinen Streitmacht von Söldnern nach Sizilien zurück und stürzte Dionysios II. Zunächst wurde der Tyrann aus der Stadt Syrakus vertrieben, konnte jedoch die Stadtfestung auf der vorgelagerten Insel Ortygia halten. Dort waren Aristomache und Arete in seiner Hand. Erst als die Besatzung von Ortygia 355 v. Chr. kapitulierte, kamen Aristomache und Arete frei. Schon im folgenden Jahr fiel Dion einer Verschwörung seines Vertrauten Kallippos zum Opfer, er wurde ermordet. Kallippos wurde für 13 Monate (354–353) der leitende Politiker in Syrakus, das nach dem Ende der Tyrannenherrschaft zur demokratischen Staatsordnung zurückgekehrt war. Kallippos ließ Aristomache und die schwangere Arete ins Gefängnis werfen, wo Arete einen Sohn gebar. Vermutlich wollte er damit dynastischen Ansprüchen der Familie Dions, welche die Demokratie gefährden konnten, vorbeugen.
353 v. Chr. gelang es Aristomaches Sohn Hipparinos, der nun der Anführer der ehemaligen Anhänger Dions war, mit einem Überraschungsangriff Syrakus einzunehmen und so die Tyrannenherrschaft der Dynastie Dionysios’ I. wiederherzustellen; er ergriff selbst als neuer Tyrann die Macht. Aristomache und Arete wurden aus dem Gefängnis befreit. Hipparinos vertraute die beiden Frauen einem seiner Offiziere namens Hiketas an. Hiketas ließ Aristomache und Arete nach Griechenland bringen, doch kamen sie auf der Überfahrt ums Leben. Nach einer Überlieferung, die Plutarch wiedergibt, wurden sie unterwegs auf Befehl des Hiketas ermordet; dabei soll Hiketas im Auftrag von Feinden Dions gehandelt haben. Bei dieser Behauptung handelt es sich aber wahrscheinlich um eine Verleumdung, die von einem Feind des Hiketas stammte.